# Entrelacs (miejscowość)
Entrelacs – gmina we Francji, w regionie Owernia-Rodan-Alpy, w departamencie Sabaudia. W 2013 roku liczba ludności wynosiła 5834 mieszkańców. 
Gmina została utworzona 1 stycznia 2016 roku z połączenia sześciu ówczesnych gmin: Albens, Cessens, Épersy, Mognard, Saint-Germain-la-Chambotte oraz Saint-Girod. Siedzibą gminy została miejscowość Albens.